# 周山畲族乡
周山畲族乡是中华人民共和国浙江省温州市文成县下辖的一个民族乡。

## 行政区划
周山畲族乡下辖以下村级行政区划单位：
养根村、吴垟村、官坑村、际下村、包山底村、水井头村、上坑村、周垟村和双新村。